# TN-System
Ein TN-System (französisch terre neutre ‚neutrale Erde‘) ist eine Netzform eines Niederspannungsnetzes in der elektrischen Energieversorgung. Wichtigstes Merkmal ist die Art der Erdung an der Stromquelle und der elektrischen Betriebsmittel innerhalb der Gebäudeinstallation.
Weitere Netzformen sind das TT-System und das IT-System.

## Allgemeines
Im Gegensatz zu einem IT-System ist in einem TN-System (wie auch in einem TT-System) der Sternpunkt auf Unterspannungsseite der speisenden Transformatorenstation geerdet. Im Unterschied zu einem TT-System ist in einem TN-System der Stromkreis mit der Verbraucheranlage genullt. Im TN-System sind Betriebserdung und Anlagenerdung verbunden.
Nach der Ausführung des Schutzleiters werden TN-Systeme unterschieden in TN-C-Systeme, TN-C-S-Systeme und TN-S-Systeme.
Erdschlüsse in TN-Netzen führen bei ausreichender Niederohmigkeit zu Erdschlussströmen, die die vorgeschaltete Sicherung zum Ansprechen bringen. Bei einem hochohmigen Erdschluss dagegen ist der Erdschlussstrom oftmals zu gering, um die Sicherung ansprechen zu lassen. Diese Erdströme, auch Fehlerströme genannt, sind besonders gefährlich, da sie zu Stromunfällen oder zu Anlagenbränden führen können. Um dieses Risiko zu vermindern, werden zur Erkennung hochohmiger Erdschlüsse Fehlerstromschutzschalter verwendet.

## Unterformen

### TN-C-System

TN-C-System

In einem TN-C-System (französisch terre neutre combiné ‚kombinierte neutrale Erde‘) wird ein PEN-Leiter eingesetzt, der gleichzeitig Schutzleiter (PE) und Neutralleiter (N) ist.
Infolge der Doppelfunktion des PEN-Leiters liegt dabei schon im normalen Betrieb an den Gehäusen geerdeter Geräte eine (geringe) Spannung gegen Erde an, da der durch den PEN-Leiter fließende Strom nach dem Ohmschen Gesetz einen Spannungsabfall verursacht. In mehrphasigen Installationen kommt es außerdem bei ungleichmäßiger Belastung der Außenleiter zu Nullpunktverschiebungen, und in ungünstigen Fällen kann nahezu die volle Spannung zwischen Außenleitern (bis zu 400 V) am Gerät anliegen, was in den allermeisten Fällen zur elektrischen Zerstörung der betroffenen Geräte führt. Wird gar ein PEN-Leiter in einer Installation unterbrochen, dann liegt an den leitfähigen Gehäusen der vor der Unterbrechungsstelle angeschlossenen Geräte – bedingt durch die Verbindung vom Außenleiter zum PEN-Leiter im Gerät – die volle Außenleiterspannung gegen Erde an, also in der Regel 230 V. Daher stellt ein TN-C-System im Haushalt eine erhebliche potentielle Gefahrenquelle dar.
Dennoch wurde das TN-C-System als „Klassische Nullung“ lange Zeit in der gesamten Hausinstallation eingesetzt – Vorteil ist vor allem der geringere Verkabelungsaufwand (bei einphasigen Stromkreisen reichen zweiadrige Leitungen aus). Seit 1973 ist das TN-C-System nur noch bei Leitern mit einem Querschnitt von mindestens 10 mm² Kupfer bzw. 16 mm² Aluminium zulässig. Dadurch soll das Risiko eines unterbrochenen PEN-Leiters mit den oben beschriebenen Folgen gering gehalten werden. 
Im TN-C Netz können Fehlerstromschutzschalter in der Niederspannungsverteilung nur dann funktionieren, wenn der PEN-Leiter nirgendwo nach dem Fehlerstromschutzschalter geerdet wird, also weder Potentialausgleich noch der Kontakt eines Schutzklasse-I-Gehäuses mit Erde sind möglich. Bei Gehäuseschluss oder gefährlicher Körperdurchströmung zwischen einem Außenleiter und einem Schutzklasse-I-Gehäuse löst der Fehlerstromschutzschalter nicht aus. Es ist nur Zusatzschutz bei Berührung von Außenleitern gegen Erdpotential, aber nicht gegen PEN (z. B. geerdete Gehäuse) gegeben. Dennoch erlaubt die österreichische Elektrotechnikverordnung ETV (erstmals mit der Ausgabe 2002/A2) im neuen § 7a die Nachrüstung auch in Altwohnungen, wenn diese neu vermietet werden. Die Anordnung in § 7a lautet sinngemäß:
Bei Neuvermietung einer Wohnung, die über keinen Zusatzschutz verfügt, ist, „unbeschadet des vorhandenen Anlagenzustandes“, der „Einbau mindestens eines Fehlerstrom-Schutzschalters mit einem Nennfehlerstrom von nicht mehr als 30 mA, unmittelbar vor den in der Wohnung befindlichen Leitungsschutzeinrichtungen, sicherzustellen.“
In Deutschland ist in der DIN VDE 0100-410:2007-06 unter Punkt 411.4.5 der Einsatz von Fehlerstrom-Schutzeinrichtungen (RCD) in TN-C-Systemen ausdrücklich untersagt.
Auch RCD-Steckdosen bieten in TN-C-Hausinstallationen nur eingeschränkten Schutz: ist der PEN vor der Steckdose unterbrochen, führen die Verbraucherströme dazu, dass alle Gehäuse von Schutzklasse-I-Geräten gefährliche Spannung annehmen – auch die an einer RCD-Steckdose. Das wesentliche Sicherheitsproblem einer TN-C-Installation im Haushalt bleibt also bestehen. Gehäuseschluss (Masseschluss) und anderweitiger Fehlerstrom (auch gegen andere Gehäuse oder Erde) führt jedoch zur Abschaltung einer solchen Steckdose.

### TN-C-S-System

TN-C-S-System

Ein TN-C-S-System (Abk. von französisch terre neutre combiné séparé ‚separate kombinierte neutrale Erde‘) setzt sich aus einem TN-C-System vorzugsweise für das Verteilungsnetz des Energieversorgers und einem TN-S-System in der Kundenanlage zusammen.
Die Aufteilung des PEN Leiters erfolgt in einen Schutzleiter „PE“ und einen Neutralleiter „N“ möglichst im Hauptstromversorgungssystem (in Deutschland gemäß TAB 2007 Punkt 6.1 (10)). Dieser Punkt kennzeichnet den Übergang vom TN-C-System zum TN-C-S-System. Ab dem Übergang zum TN-C-S-System werden Schutzleiter (PE) und Neutralleiter (N) im weiteren Leitungsverlauf strikt getrennt geführt, es ist nicht zulässig, den Neutralleiter im weiteren Leitungsverlauf mit irgendeinem anderen geerdeten Teil der Anlage zu verbinden oder wieder mit dem Schutzleiter zusammenzuführen (Deutschland: gemäß DIN VDE 0100-540:2007-06 (Punkt 543.4.3)).
Dieses System ist bei Gebäudeversorgungen in Deutschland, Österreich und der Schweiz weit verbreitet und wird von vielen Netzbetreibern als Standard für Neuinstallationen vorgegeben.
In den bisherigen VDE-Normen gab es keine explizite Forderung einer möglichst frühen PEN-Aufteilung. PEN-Leiter verursachen jedoch erhebliche Streuströme und -felder und sind extrem ungünstig für die EMV. Die DIN VDE 0100-444 „Schutz gegen elektromagnetische Störungen (EMI) in Anlagen von Gebäuden“ fordert „in Gebäuden, die in bedeutendem Umfang Betriebsmittel der Informationstechnik aufweisen oder von denen dies für die Zukunft zu erwarten ist“ in Abschnitt 444.3.12 die Auftrennung des PEN Leiters in PE und N ab Gebäudeeintritt.
Gemäß DIN VDE 0100-410 müssen Niederspannungsanlagen (dazu zählen auch übliche Kundenanlagen) den Anforderungen an den Fehlerschutz entsprechen. Gemäß Punkt 411.3 sind damit die Maßnahmen „Schutzerdung und Potentialausgleich“, „Schutzpotentialausgleich über die Haupterdungsschiene“ und „Automatische Abschaltung im Fehlerfall“ gemeint.
Als „zusätzlichen Schutz für Endstromkreise für den Außenbereich und für Steckdosen“ fordert die DIN-VDE 0100-410 für Neuanlagen seit der Ausgabe Juni 2007 (mit Übergangsfrist bis Ende Januar 2009) für alle Steckdosen-Stromkreise, welche durch elektrotechnische Laien genutzt werden, einen Fehlerstromschutzschalter (RCD) mit einem Bemessungsdifferenzstrom von maximal 30 mA (in Innenräumen Stromkreise bis 25 A, im Außenbereich für alle Endstromkreise bis 32 A). Für Räume mit Duschen oder Badewannen in Neubauten fordert die DIN VDE 0100-701 (siehe Vortrag: DIN VDE 0100-701) bereits seit 1984 für alle Stromkreise (ausgenommen fest angeschlossene Warmwasserbereiter) einen RCD wie oben beschrieben.

### TN-S-System

TN-S-System

In einem TN-S-System (Abk. für französisch terre neutre séparé ‚separate neutrale Erde‘) sind separate Neutralleiter und Schutzleiter vom Transformator bis zu den Verbrauchsmitteln geführt.
Ein TN-S-System ist sicherer als das TN-C- bzw. TN-C-S-System. Die Probleme, die dort aus einem unterbrochenen PEN-Leiter resultieren können, treten hier nicht auf, der Schutz ist erheblich besser gewährleistet. Der Einsatz ist jedoch nicht sehr häufig und erfolgt vorwiegend in größeren gewerblichen Anlagen, die üblicherweise mit Mittelspannung versorgt werden und mit eigenen Transformatoren ausgestattet sind (entspricht dann einem TN-C-S-System). Auch ältere Stadt- und Vorstadthäuser in Großbritannien werden häufig per TN-S-System versorgt.
Ab dem Übergang von einem TN-C- zu einem TN-S-System taucht eine blaue zusätzliche Leitung – der Neutralleiter – auf. Nur dieser führt den Betriebsstrom.

## Erdung
Beim möglichen Erdschluss eines Außenleiters können andere Leiter wie PEN- und PE-Leiter eine Spannung gegen Erde annehmen, welche die zulässige Berührungsspannung von 50 V übersteigt. Um eine Überschreitung der maximal zulässigen Berührungsspannung zu verhindern, wird durch mehrere Erder, also Betriebserder (RB) am Netztransformator und Anlagenerder (RA) in den Verbraucheranlagen, der Gesamterdungswiderstand im Niederspannungsnetz verkleinert. Führt ein Körper in Folge eines Fehlers eine unzulässig hohe Spannung, so werden durch den lokalen Erder und die Verbindung der Körper mit diesem, benachbarte elektrisch leitfähige Teile annähernd auf das gleiche Potential gebracht. Somit entsteht nahezu kein Spannungsunterschied. Die Gefahr gefährlicher elektrischer Berührungsströme wird durch die Maßnahme Schutzpotentialausgleich und Erdung somit verringert.

## Normen
- DIN VDE 0100-100:2009-06 Errichten von Niederspannungsanlagen – Teil 1: Allgemeine Grundsätze, Bestimmungen allgemeiner Merkmale, Begriffe
- DIN VDE 0100-410:2007-06 Errichten von Niederspannungsanlagen – Teil 4-41: Schutzmaßnahmen – Schutz gegen elektrischen Schlag
- DIN VDE 0100-540:2012-06 Errichten von Niederspannungsanlagen – Teil 5-54: Auswahl und Errichtung elektrischer Betriebsmittel – Erdungsanlagen, Schutzleiter und Schutzpotentialausgleichsleiter
- DIN VDE 0100-444:2010-10 Errichten von Niederspannungsanlagen – Teil 4-444: Schutzmaßnahmen – Schutz bei Störspannungen und elektromagnetischen Störgrößen
- DIN VDE 0100-701:2008-10 Errichten von Niederspannungsanlagen – Teil 7-701: Anforderungen für Betriebsstätten, Räume und Anlagen besonderer Art – Räume mit Badewanne oder Dusche